# Лыкошин, Александр Иванович
Алекса́ндр Ива́нович Лыко́шин (29 сентября 1861 — 11 ноября 1918, Киев) — русский государственный деятель, сенатор, член Государственного совета. Сподвижник Столыпина в проведении аграрной реформы.

## Биография
Происходил из потомственных дворян Нижегородской губернии. Землевладелец Нижегородской, Симбирской и Смоленской губерний (2000 десятин).
В 1882 году окончил Императорское училище правоведения с первой золотой медалью и поступил на службу в Министерство юстиции.
Занимал должности старшего столоначальника (1888—1891), редактора 1-го департамента (1891—1893), чиновника особых поручений (1893—1895), состоящего за обер-прокурорским столом в 4-м департаменте (1895—1899), чиновника в департаменте герольдии (1899—1901). В 1900 году был произведен в действительные статские советники. В 1901 году был назначен товарищем обер-прокурора гражданского кассационного департамента Сената, а в 1904 — членом консультации при Министерстве юстиции.
Значительная часть службы в Министерстве юстиции была посвящена начертанию новых гражданских законов: в 1897—1898 годах Лыкошин участвовал в разработке «Проекта гражданского уложения» под руководством известного цивилиста А. А. Книрима, а затем был членом редакционной комиссии по составлению гражданского уложения. Написал несколько работ по гражданскому праву, изучал вопросы крестьянского обычного права и государственного права в отношении деревни. Сотрудничал в Журнале министерства юстиции. В 1905 году вступил в «Русское собрание».
Принимал деятельное участие в составлении проектов вотчинного устава, постановлений об авторском праве и отдела о крестьянском землевладении. Участвовал в разработке положений морского права а также, в качестве представителя Министерства юстиции в Комитете по землеустроительным делам и в междуведомственных совещаниях при МВД, в разработке землеустроительных законов и указа 9 ноября 1906 года о выходе из общины.

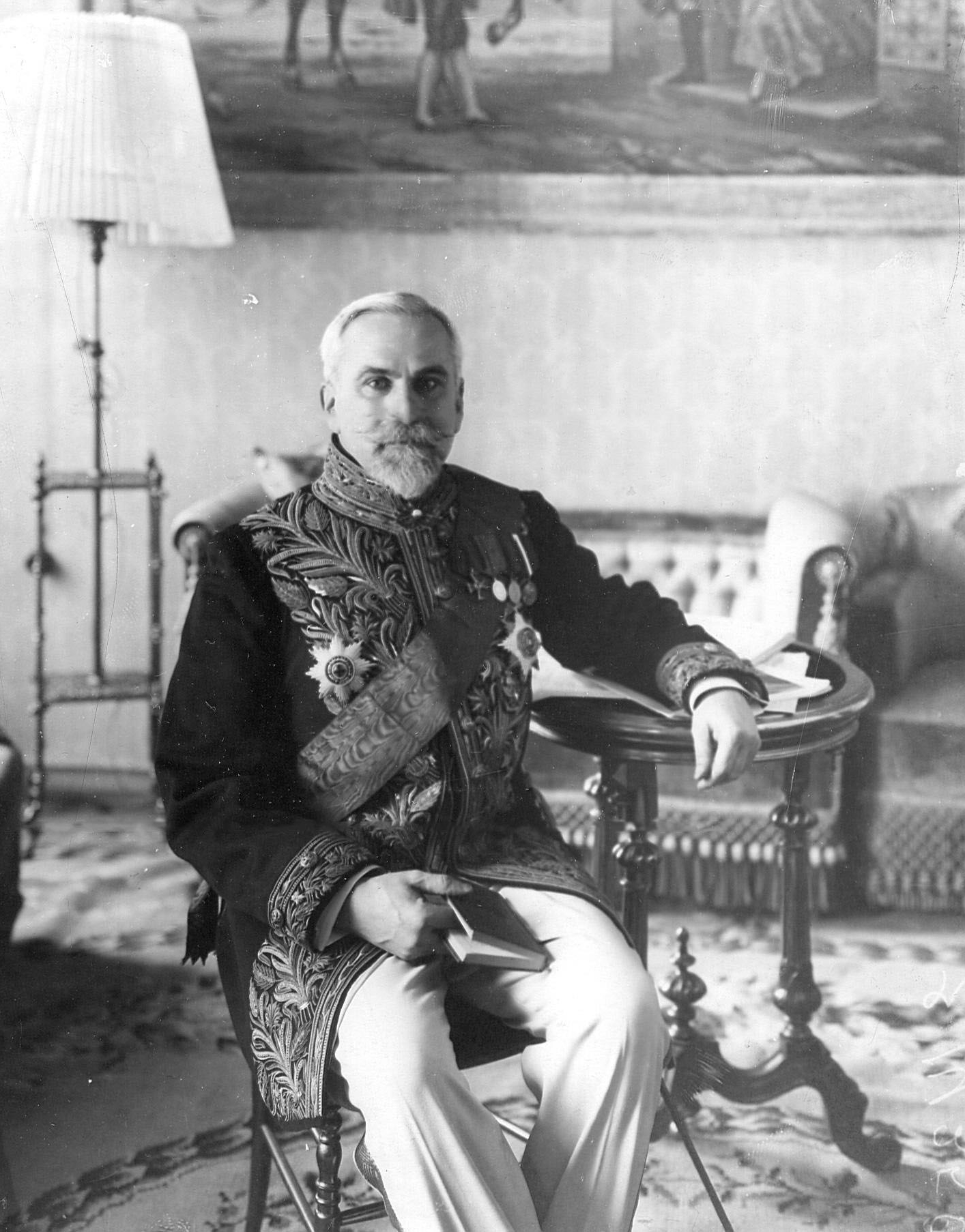
А. И. Лыкошин

В начале 1907 года, оставаясь членом консультации при Министерстве юстиции, был назначен также членом Совета министра внутренних дел, а позднее в том же году — переведен в МВД и назначен товарищем министра внутренних дел. Сохраняя пост товарища министра, в разные годы возглавлял Земский отдел и Техническо-строительный комитет. Кроме того, в 1908—1913 годах входил в Совет министров. В 1908 году был произведен в тайные советники.
Стал одним из ближайших сотрудников Столыпина в подготовке и проведении аграрных реформ: принимал деятельное участие в работе многих комиссий и междуведомственных совещаний, занимавшихся реформами (по пересмотру законодательства о сельском состоянии, по вопросам крестьянского землеустройства, по землеустроительному кредиту, заселению Дальнего Востока и др.). Был членом сельскохозяйственного Совета Главного управления землеустройства и земледелия.
В 1908—1911 годах представлял реформаторские законопроекты в Государственной думе и Государственном совете. Доказывал, что указ 9 ноября 1906 года продолжал курс Крестьянской реформы 1861 года на развитие мелкой частной собственности в деревне, что сельская община превратилась в административный институт с неясным юридическим статусом, а крестьянская семейная собственность была архаическим пережитком. 19 февраля 1911 года, по случаю 50-летия крестьянской реформы, был назначен сенатором, не присутствующим в департаментах.
В феврале 1914 года был назначен членом Государственного Совета, где примкнул к группе правых. С 1915 года состоял членом особого присутствия по делам о принудительном отчуждении недвижимых имуществ. Кроме того, занимался упорядочиванием оседлого владения казацкого и калмыцкого населения, а также подоходным налогообложением.
Состоял членом Романовского комитета для призрения сирот сельского состояния, учреждённого в ознаменование 300-летия дома Романовых, а в годы Первой мировой войны — членом Совета Российского общества попечения о беженцах православного вероисповедания и Всероссийского Особого совещания по устройству беженцев.
Во время Гражданской войны выехал на Украину. Умер в Киеве 11 ноября 1918 года.

## Семья
Был женат на Мелании Григорьевне Доливо-Добровольской. Их дети: Иван (р. 1894), Григорий (р. 1900), Елена (р. 1896), Марина (р. 1898).

## Награды
- Орден Святого Владимира 3-й ст. (1905)
- Орден Святого Станислава 1-й ст. (1907)
- Орден Святой Анны 1-й ст. (1911)
- Орден Святого Владимира 2-й ст. (1913)

- медаль «В память царствования императора Александра III»
- медаль «В память 300-летия царствования дома Романовых» (1913)
- Знак отличия «за труды по землеустройству»

Иностранные:
- Орден Короны Бухары с бриллиантами (1912)

## Сочинения
- Вотчинные установления и вотчинное производство в Пруссии. — Санкт-Петербург: типография Правительствующего сената, 1886.
- Об отыскании недвижимых имений из чужого владения. — Санкт-Петербург: типография Правительствующего сената, 1888.
- Общинное и подворное владение (к пересмотру Положений 19 февраля 1861 года). // Журнал министерства юстиции, №№1-2. 1896.
- Ипотечная реформа и межевание. // Журнал министерства юстиции, №№3-4. 1897.
- Первоначальный проект статей об обязанности членов семьи к доставлению содержания с объяснениями. Санкт-Петербург, 1898.
- Первоначальный проект статей «О крестьянском землевладении» с объяснениями; под руководством А. А. Книрима. Санкт-Петербург, 1898.
- О литературных конвенциях. — Санкт-Петербург: типография Правительствующего сената, 1899.
- О семейной собственности у крестьян. // Журнал министерства юстиции, №5. 1900.
- О закладе морских и речных судов. // Журнал министерства юстиции, 1900.